# جون ك. كوش
جون ك. كوش (بالإنجليزية: John C. Koch)‏ هو سياسي أمريكي، ولد في 18 أكتوبر 1841، وتوفي في 9 سبتمبر 1907.